# Iltschi-Moschee
Die Iltschi-Moschee (persisch مسجد ایلچی Masdsched-e Iltschi [mæsd͡ʒɛd ɛ ilt͡ʃi]) ist eine historische Moschee in Isfahan, Iran. Die Gründerin dieser kleinen einfachen Moschee war Saheb Soltan Beygom, die Tochter eines Höflings von Safi II. Die Moschee wurde im Jahre 1686 unter der Aufsicht des Architekten Mohammed Ali Ben Ostad Alibeyk erbaut.